# جاناتان گرینرت
جاناتان گرینرت (انگلیسی: Jonathan Greenert؛ زادهٔ ۱۵ مهٔ ۱۹۵۳) ادمیرال بازنشسته نیروی دریایی ایالات متحده آمریکا است، که در فاصله سال‌های ۲۰۱۱ تا ۲۰۱۵ به‌عنوان ۳۰مین فرمانده عملیات نیروی دریایی آمریکا فعالیت می‌کرد.
گرینرت فعالیت نظامی را از سال ۱۹۷۵ آغاز کرد، از ۱۹۹۱ تا ۱۹۹۲ فرمانده زیردریایی یواس‌اس هونولولو بود، از ۲۰۰۴ تا ۲۰۰۶ فرماندهی ناوگان هفتم ایالات متحده آمریکا را برعهده داشت، از ۲۰۰۶ تا ۲۰۰۷ معاون قابلیت‌ها و منابع نیروی دریایی آمریکا بود، از ۲۰۰۷ تا ۲۰۰۹ به‌عنوان فرماندهی نیروهای ناوگان ایالات متحده آمریکا فعالیت می‌کرد و از ۲۰۰۹ تا ۲۰۱۱ جانشین فرمانده عملیات نیروی دریایی آمریکا بود.